# 德欧
德欧（法語：Dehault，法語發音：[də.o]）是法国萨尔特省的一个市镇，属于马梅尔斯区。

## 地理
德欧（48°12'37"N, 0°34'12"E）面积8.94 平方千米，位于法国卢瓦尔河地区大区萨尔特省，该省份为法国西北部内陆省份，北起顺时针与奥恩省、厄尔-卢瓦省、卢瓦-谢尔省、安德尔-卢瓦尔省、曼恩-卢瓦尔省和马耶讷省接壤，是法国大西部的入口，连接卢瓦尔河谷、布列塔尼和巴黎盆地。
与德欧接壤的市镇（或旧市镇、城区）包括：拉沙佩勒迪布瓦、貝爾納堡、圣欧班德库德赖、圣乔治迪罗赛。

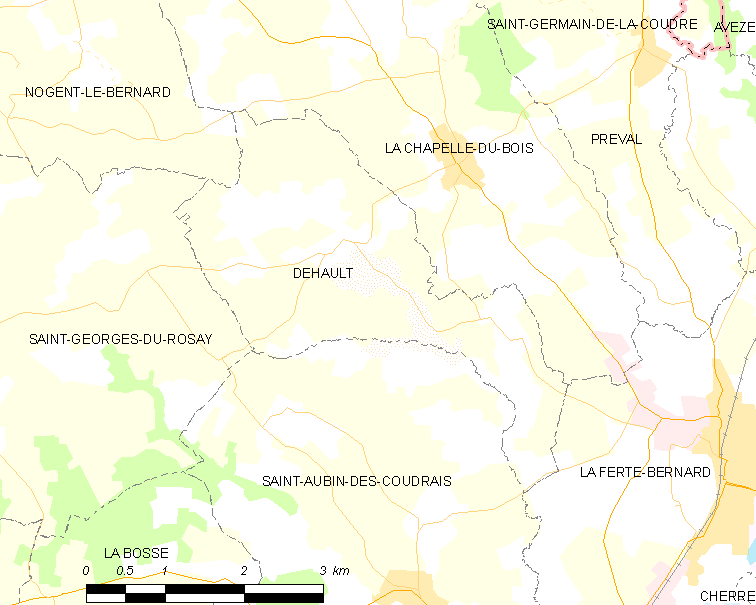
德欧的OSM定位图

德欧的时区为UTC+01:00、UTC+02:00（夏令时）。

## 行政
德欧的邮政编码为72400，INSEE市镇编码为72114。

## 政治
德欧所属的省级选区为贝尔纳堡县。

## 人口

1962-2008年间德欧人口变化图示

德欧于2022年1月1日时的人口数量为250人。